# Вихревое просеивание

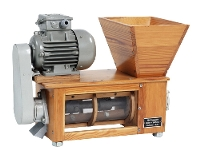
Первый деревянный вихревой просеиватель (1954)

Вихревое просеивание — механический процесс удаления загрязнений из сыпучих материалов путём просеивания.
Являясь важной составной частью пневмотранспортных систем, вихревое просеивающие оборудование вносит важный вклад в обеспечение качества.

## Области применения
Контрольное просеивание

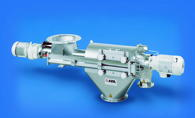
Последняя модель вихревого просеивателя типа DA

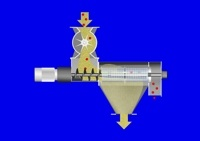
Благодаря компактной конструкции,вихревые просеивающие машины легко интегрируются в технологические процессы

Контрольное просеивание — одна из основных областей применения вихревых просеивателей. Высококачественное сырьё без загрязнений является обязательным условием гигиены производства . Благодаря современным просеивателям исключается попадание инородных тел в сыпучие материалы и жидкости. Они контролируют сырьё на протяжении всего процесса обработки и обеспечивают соблюдение ХАССП (1 января 2006 года вступил в силу регламент ЕС № 852/2004 о гигиене пищевых продуктов). Являясь важными составляющими автоматических систем подачи, просеивающие системы вносят значительный вклад в обеспечение качества. Вихревые просеиватели предотвращают попадание примесей и загрязнений в продукт, а также попадание остатков упаковки в сырьё до начала обработки и после неё.
Удаление комков и агломератов
Вихревые просеиватели полностью разрыхляют комки вне зависимости от того, возникли ли они в гигроскопичных материалах из-за длительного хранения или во время смешивания и сушки. Таким образом, они гарантируют качество конечного продукта и избежание убытков.
Сепарирование
В процессе производства, например, во время сушки молока, возникают жёсткие агломераты, которые затем надёжно отсортировываются просеивателями. Механическая обработка является неотъемлемой частью сложного технологического цикла переработки молока.
Аэрация
Очень часто в пищевой промышленности применяются просеиватели для аэрации сырья. Они насыщают муку воздухом непосредственно перед подачей в тестомесильную машину, аэрируют и таким образом значительно увеличивают её общий выход.
Регенерация
Переработку отработанной смеси называют регенерацией, а получаемый при этом кондиционный наполнитель — регенератом.
Существуют механический, термический и гидравлический методы регенерации. Механический метод регенерации (метод сухой регенерации) базируется на проведении следующих операций после выбивки: дробление кусков, магнитная сепарация, грохочение (просев с возвратом крупных комков, не прошедших через сито, на повторное дробление), оттирка плёнок связующего от зерновой основы в оттирочной машине, просев, удаление мелкой фракции (обеспыливание) и охлаждение полученного регенератора.
Ситовая классификация
Это разделение материала на фракции с помощью сит. Является основным методом работы в фармацевтической технологии. Вихревые просеиватели надёжно и качественно разделяют порошкообразные материалы по фракциям.

## Предварительное просеивание для защиты продукта и установки

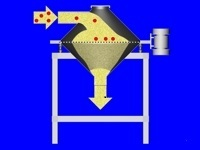
TW 650 для контрольного просеивания при поставке сырья в цистернах

Во время подачи сыпучих компонентов в автоматизированный процесс необходимо быть уверенным, что в производство не попадут загрязнения. Для этого очень важно отсортировывать остатки упаковки, примеси и другие инородные частицы. Сита для предварительного просеивания и контрольные сита в загрузочных воронках, станциях загрузки биг-бэгов и контейнеров задерживают крупные загрязнения уже при подаче продукта. Они легко контролируются через инспекционный люк и легко очищаются благодаря быстроразборной конструкции корпуса.
Форма отверстий в сите (сетке) может быть круглой, квадратной, прямоугольной (две последние применяются крайне редко).
Форма отверстий сита выбирается в соответствии с природой просеиваемого материала и зависит от способа получения сита.
В зависимости от способа получения различают следующие виды сит: 1)сетчатые, 2)перфорированные (штампованные), 3)колосниковые.
По используемым материалам сетки сита бывают матерчатые и синтетические(тканые, плетёные, вязаные), проволочные(сварные, стержневые, кручёные, сборные).

## Контрольное просеивание в закрытых потоках пневмотранспорта

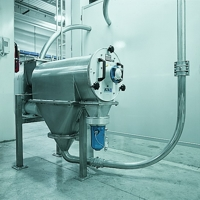
Встроенное просеивание для фармацевтической промышленности
Если речь идёт о контрольном просеивании внутри производственного процесса, вихревые просеиватели просто незаменимы на любом производстве благодаря их продуманному техническому оснащению и автоматической сепарации загрязнений.

## Контрольное просеивание перед миксером
В определённых случаях сырьё можно просеивать непосредственно перед процессом смешивания. 
Вихревые просеиватели для муковоза контролируют все сыпучие и порошкообразные материалы в закрытых потоках пневмотранспорта. Для предварительного просеивания они прежде всего используются между муковозом и силосом. Просеиватели эффективно предотвращают попадание загрязнений или комков в силосы. Дополнительный входной контроль обеспечивает надёжность и качество продукции.

## Вихревые просеивающие машины для жидкостей

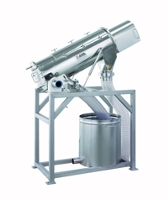
Просеиватель для жидкостей типа FL

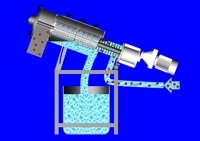
Просеивающие машины для жидкостей

При работе с жидкостями вихревое просеивающее оборудование обеспечивает более длительный жизненный цикл механизмов (например, фильтры, прессы и т. д.), находящихся ниже по технологической цепочке. Их срок службы увеличивается в 5–10 раз. Просеиватель для жидкостей непрерывно отделяет агломераты, возникающие при добавлении порошка. Например, он сепарирует сырную пыль от сыворотки или остатки фруктов от соков.
Производительность просеивателя для жидкостей достигает 40 000 л/ч. Она зависит от числа оборотов двигателя и размера ячеек сита. Размер фракции при просеивании индивидуален. Сетки с размером ячеек от 10 мкм задерживают даже мельчайшие твердые частицы. Сита очищаются самостоятельно и при необходимости заменяются без инструментов.